# آنا دابوویچ
آنا دابوویچ (انگلیسی: Ana Dabović؛ زادهٔ ۱۸ اوت ۱۹۸۹) بازیکن بسکتبال اهل لهستان است.
وی در مسابقات کشوری و بین‌المللی در مجموع برندهٔ ۱ مدال طلا، ۲ مدال نقره، ۳ مدال برنز شده‌است.